# Javne

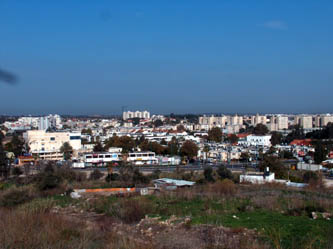
Javne

Javne (hebreiska: יַבְנֶה, arabiska: ياڨني يبنة, Yibnah) är en stad i Centrala distriktet i Israel. Man tror att första versionen av Tanakh kom härifrån.

## Historia
Javne finns också omnämnd som stad i Bibelns Palestina. Efter Jerusalems fall 70 e.Kr. blev Javne centrum för den religiösa nyorientering ur vilken den rabbinska judendomen tog form.